# Guatemala (Puerto Rico)
Guatemala es un barrio ubicado en el municipio de San Sebastián en el estado libre asociado de Puerto Rico. En el Censo de 2010 tenía una población de 2.512 habitantes y una densidad poblacional de 449,44 personas por km².

## Geografía
Guatemala se encuentra ubicado en las coordenadas 18°21′10″N 67°0′24″O / 18.35278, -67.00667. Según la Oficina del Censo de los Estados Unidos, Guatemala tiene una superficie total de 5.59 km², que corresponden a tierra firme.

## Demografía
Según el censo de 2010, había 2.512 personas residiendo en Guatemala. La densidad de población era de 449,44 hab./km². De los 2.512 habitantes, Guatemala estaba compuesto por el 88.14% blancos, el 3.42% eran afroamericanos, el 0.36% eran amerindios, el 0.2% eran asiáticos, el 6.37% eran de otras razas y el 1.51% pertenecían a dos o más razas. Del total de la población el 99.24% eran hispanos o latinos de cualquier raza.